# Tremellomycetes
Tremellomycetes es una clase de hongos basidiomicetos. Los hongos de esta clase pueden ser levaduras, líquenes y hongos que presentan un cuerpo fructífero gelatinoso o un parentosoma saculado. Incluye 3 órdenes, 11 familias, 50 géneros y 377 especies.

## Lista de órdenes
- Cystofilobasidiales
- Filobasidiales
- Tremellales

Además del género Heteromycophaga, en incertae sedis.